# Llista d'asteroides/101–200
| Nom                 | Data de descobriment   | Lloc de descobriment              | Descobridor(s)  |
| ------------------- | ---------------------- | --------------------------------- | --------------- |
| (101) Helena        | 15 d'agost de 1868     | Ann Arbor, Michigan, Estats Units | J. C. Watson    |
| (102) Miriam        | 22 d'agost de 1868     | Clinton (Nova York), Estats Units | C. H. F. Peters |
| (103) Hera          | 7 de setembre de 1868  | Ann Arbor, Michigan, Estats Units | J. C. Watson    |
| (104) Klymene       | 13 de setembre de 1868 | Ann Arbor, Michigan, Estats Units | J. C. Watson    |
| (105) Artemis       | 16 de setembre de 1868 | Ann Arbor, Michigan, Estats Units | J. C. Watson    |
| (106) Dione         | 10 d'octubre de 1868   | Ann Arbor, Michigan, Estats Units | J. C. Watson    |
| (107) Camilla       | 17 de novembre de 1868 | Madras, Índia                     | N. R. Pogson    |
| (108) Hecuba        | 2 d'abril de 1869      | Düsseldorf, Alemanya              | R. Luther       |
| (109) Felicitas     | 9 d'octubre de 1869    | Clinton (Nova York), Estats Units | C. H. F. Peters |
| (110) Lydia         | 19 d'abril de 1870     | Marsella, França                  | A. Borrelly     |
| (111) Ate           | 14 d'agost de 1870     | Clinton (Nova York), Estats Units | C. H. F. Peters |
| (112) Iphigenia     | 19 de setembre de 1870 | Clinton, Nova York, Estats Units  | C. H. F. Peters |
| (113) Amalthea      | 12 de març de 1871     | Düsseldorf, Alemanya              | R. Luther       |
| (114) Kassandra     | 23 de juliol de 1871   | Clinton (Nova York), Estats Units | C. H. F. Peters |
| (115) Thyra         | 6 d'agost de 1871      | Ann Arbor, Michigan, Estats Units | J. C. Watson    |
| (116) Sirona        | 8 de setembre de 1871  | Clinton (Nova York), Estats Units | C. H. F. Peters |
| (117) Lomia         | 12 de setembre de 1871 | Marsella, França                  | A. Borrelly     |
| (118) Peitho        | 15 de març de 1872     | Düsseldorf, Alemanya              | R. Luther       |
| (119) Althaea       | 3 d'abril de 1872      | Ann Arbor, Michigan, Estats Units | J. C. Watson    |
| (120) Lachesis      | 10 d'abril de 1872     | Marsella, França                  | A. Borrelly     |
| (121) Hermione      | 12 de maig de 1872     | Ann Arbor, Michigan, Estats Units | J. C. Watson    |
| (122) Gerda         | 31 de juliol de 1872   | Clinton (Nova York), Estats Units | C. H. F. Peters |
| (123) Brunhild      | 31 de juliol de 1872   | Clinton, Nova York, Estats Units  | C. H. F. Peters |
| (124) Alkeste       | 23 d'agost de 1872     | Clinton, Nova York, Estats Units  | C. H. F. Peters |
| (125) Liberatrix    | 11 de setembre de 1872 | París, França                     | P. M. Henry     |
| (126) Velleda       | 5 de novembre de 1872  | París, França                     | P. P. Henry     |
| (127) Johanna       | 5 de novembre de 1872  | París, França                     | P. M. Henry     |
| (128) Nemesis       | 25 de novembre de 1872 | Ann Arbor, Michigan, Estats Units | J. C. Watson    |
| (129) Antigone      | 5 de febrer de 1873    | Clinton (Nova York), Estats Units | C. H. F. Peters |
| (130) Elektra       | 17 de febrer de 1873   | Clinton, Nova York, Estats Units  | C. H. F. Peters |
| (131) Völva         | 24 de maig de 1873     | Clinton, Nova York, Estats Units  | C. H. F. Peters |
| (132) Aethra        | 13 de juny de 1873     | Ann Arbor, Michigan, Estats Units | J. C. Watson    |
| (133) Cyrene        | 16 d'agost de 1873     | Ann Arbor, Michigan, Estats Units | J. C. Watson    |
| (134) Sophrosyne    | 17 de setembre de 1873 | Düsseldorf, Alemanya              | R. Luther       |
| (135) Hertha        | 18 de febrer de 1874   | Clinton, Nova York, Estats Units  | C. H. F. Peters |
| (136) Austria       | 18 de març de 1874     | Pola, Croàcia                     | J. Palisa       |
| (137) Meliboea      | 21 d'abril de 1874     | Pola, Croàcia                     | J. Palisa       |
| (138) Tolosa        | 19 de maig de 1874     | Tolosa, França                    | J. Perrotin     |
| (139) Juewa         | 10 d'octubre de 1874   | Pequín, Xina                      | J. C. Watson    |
| (140) Siwa          | 13 d'octubre de 1874   | Pola, Croàcia                     | J. Palisa       |
| (141) Lumen         | (13 de gener de 1875   | París, França                     | P. P. Henry     |
| (142) Polana        | 28 de gener de 1875    | Pola, Croàcia                     | J. Palisa       |
| (143) Adria         | 23 de febrer de 1875   | Pola, Croàcia                     | J. Palisa       |
| (144) Vibilia       | 3 de juny de 1875      | Clinton (Nova York), Estats Units | C. H. F. Peters |
| (145) Adeona        | 3 de juny de 1875      | Clinton, Nova York, Estats Units  | C. H. F. Peters |
| (146) Lucina        | 8 de juny de 1875      | Marsella, França                  | A. Borrelly     |
| (147) Protogeneia   | (10 de juliol de 1875  | Viena, Àustria                    | L. Schulhof     |
| (148) Gallia        | 7 d'agost de 1875      | París, França                     | P. M. Henry     |
| (149) Medusa        | 21 de setembre de 1875 | Tolosa, França                    | J. Perrotin     |
| (150) Nuwa          | 18 d'octubre de 1875   | Ann Arbor, Michigan, Estats Units | J. C. Watson    |
| (151) Abundantia    | 1 de novembre de 1875  | Pola, Croàcia                     | J. Palisa       |
| (152) Atala         | 2 de novembre de 1875  | París, França                     | P. P. Henry     |
| (153) Hilda         | 2 de novembre de 1875  | Pola, Croàcia                     | J. Palisa       |
| (154) Bertha        | 4 de novembre de 1875  | París, França                     | P. M. Henry     |
| (155) Scylla        | 8 de novembre de 1875  | Pola, Croàcia                     | J. Palisa       |
| (156) Xanthippe     | 22 de novembre de 1875 | Pola, Croàcia                     | J. Palisa       |
| (157) Dejanira      | 1 de desembre de 1875  | Marsella, França                  | A. Borrelly     |
| (158) Coronis       | 4 de gener de 1876     | Berlín, Alemanya                  | V. Knorre       |
| (159) Aemilia       | 26 de gener de 1876    | París, França                     | P. P. Henry     |
| (160) Una           | 20 de febrer de 1876   | Clinton (Nova York), Estats Units | C. H. F. Peters |
| (161) Athor         | 19 d'abril de 1876     | Ann Arbor, Michigan, Estats Units | J. C. Watson    |
| (162) Laurentia     | 21 d'abril de 1876     | París, França                     | P. M. Henry     |
| (163) Erigone       | 26 d'abril de 1876     | Tolosa, França                    | J. Perrotin     |
| (164) Eva           | 12 de juliol de 1876   | París, França                     | P. P. Henry     |
| (165) Loreley       | 9 d'agost de 1876      | Clinton (Nova York), Estats Units | C. H. F. Peters |
| (166) Rhodope       | 15 d'agost de 1876     | Clinton, Nova York, Estats Units  | C. H. F. Peters |
| (167) Urda          | 28 d'agost de 1876     | Clinton, Nova York, Estats Units  | C. H. F. Peters |
| (168) Sibylla       | 28 de setembre de 1876 | Ann Arbor, Michigan, Estats Units | J. C. Watson    |
| (169) Zelia         | 28 de setembre de 1876 | París, França                     | P. M. Henry     |
| (170) Maria         | 10 de gener de 1877    | Tolosa, França                    | J. Perrotin     |
| (171) Ophelia       | 13 de gener de 1877    | Marsella, França                  | A. Borrelly     |
| (172) Baucis        | 5 de febrer de 1877    | Marseille, França                 | A. Borrelly     |
| (173) Ino           | 1 d'agost de 1877      | Marseille, França                 | A. Borrelly     |
| (174) Phaedra       | 2 de setembre de 1877  | Ann Arbor, Michigan, Estats Units | J. C. Watson    |
| (175) Andromache    | 1 d'octubre de 1877    | Ann Arbor, Michigan, Estats Units | J. C. Watson    |
| (176) Iduna         | 14 d'octubre de 1877   | Clinton (Nova York), Estats Units | C. H. F. Peters |
| (177) Irma          | 5 de novembre de 1877  | París, França                     | P. P. Henry     |
| (178) Belisana      | 6 de novembre de 1877  | Pola, Croàcia                     | J. Palisa       |
| (179) Klytaemnestra | 11 de novembre de 1877 | Ann Arbor, Michigan, Estats Units | J. C. Watson    |
| (180) Garumna       | 19 de gener de 1878    | Tolosa, França                    | J. Perrotin     |
| (181) Eucharis      | 2 de febrer de 1878    | Marsella, França                  | P. Cottenot     |
| (182) Elsa          | 7 de febrer de 1878    | Pola, Croàcia                     | J. Palisa       |
| (183) Istria        | 8 de febrer de 1878    | Pola, Croàcia                     | J. Palisa       |
| (184) Dejopeja      | 28 de febrer de 1878   | Pola, Croàcia                     | J. Palisa       |
| (185) Eunike        | 1 de març de 1878      | Clinton (Nova York), Estats Units | C. H. F. Peters |
| (186) Celuta        | 6 d'abril de 1878      | París, França                     | P. M. Henry     |
| (187) Lamberta      | 11 d'abril de 1878     | Marsella, França                  | J. Coggia       |
| (188) Menippe       | 18 de juny de 1878     | Clinton (Nova York), Estats Units | C. H. F. Peters |
| (189) Phthia        | 9 de setembre de 1878  | Clinton, Nova York, Estats Units  | C. H. F. Peters |
| (190) Ismene        | 22 de setembre de 1878 | Clinton, Nova York, Estats Units  | C. H. F. Peters |
| (191) Kolga         | 30 de setembre de 1878 | Clinton, Nova York, Estats Units  | C. H. F. Peters |
| (192) Nausica       | (17 de febrer de 1879  | Pola, Croàcia                     | J. Palisa       |
| (193) Ambrosia      | 28 de febrer de 1879   | Marsella, França                  | J. Coggia       |
| (194) Prokne        | 2 de març de 1879      | Clinton (Nova York), Estats Units | C. H. F. Peters |
| (195) Euriclea      | (19 d'abril de 1879    | Pola, Croàcia                     | J. Palisa       |
| (196) Philomela     | (14 de maig de 1879    | Clinton (Nova York), Estats Units | C. H. F. Peters |
| (197) Arete         | 21 de maig de 1879     | Pola, Croàcia                     | J. Palisa       |
| (198) Àmpela        | (13 de juny de 1879    | Marsella, França                  | A. Borrelly     |
| (199) Byblis        | 9 de juliol de 1879    | Clinton (Nova York), Estats Units | C. H. F. Peters |
| (200) Dynamene      | 27 de juliol de 1879   | Clinton, Nova York, Estats Units  | C. H. F. Peters |